# Рейбун
Рейбун, также Ре́йбен (англ. Rabun County) — округ штата Джорджия, США. Население округа на 2000 год составляло 15 050 человек. Административный центр округа — город Клейтон.

## История
Округ Рейбун основан в 1819 году.

## География
Округ занимает площадь 960,9 км². Через округ протекает река Чаттуга (англ. Chattooga River), на которой в 1971 году снимались ключевые сцены фильма «Избавление».

## Демография
Согласно Бюро переписи населения США, в округе Рейбун в 2000 году проживало 15 050 человек. Плотность населения составляла 15.7 человек на квадратный километр.